# Giro d'Itàlia de 1969
El Giro d'Itàlia de 1969 fou la 52a edició del Giro d'Itàlia i es disputà entre el 16 de maig i el 8 de juny de 1969, amb un recorregut de 3.961 km distribuïts en 23 etapes, dues d'elles contrarellotge individual i una dividida en dos sectors. 130 ciclistes hi van prendre part, acabant-lo 81 d'ells. La sortida fou a Garda i l'arribada a Milà.

## Història
El Giro d'Itàlia de 1969 presentava el principal atractiu en la lluita entre Felice Gimondi i Eddy Merckx per a la victòria final. El ciclista belga fou el primer a demostrar el seu bon estat de forma, en guanyar la tercera i quarta etapa, la primera a l'esprint i la segona en la primera de les dues contrarellotges de la cursa, en la qual no hi hagué gaires diferències. Més grans foren les diferències en la 15a etapa, la segona contrarellotge, de 49 quilòmetres. En aquesta ocasió Merckx superà a Gimondi en un minut i al resta de corredors en més de tres. Amb tot, l'endemà va saltar una notícia impactant, Merckx havia donat positiu en un control antidopatge, la qual cosa suposà la seva expulsió de la cursa. Tot i que el posterior contraanàlisis ratificà el positiu, Merckx defensà en tot moment la seva innocència. Es va parlar molt del tema, suggerint-se, fins i tot, una acció mafiosa contra Merckx. El positiu comportava una sanció d'un mes, cosa que li hauria impedit prendre part al Tour de França, però la pena fou sobreseguda i va poder participar en el Tour, on aconseguira la primera de les seves victòries a la general.
Per la seva banda, Gimondi es va trobar amb la maglia rosa i amb pocs rivals per a disputar-li la victòria una vegada fora de combat Eddy Merckx. En un terrible final de carrera, amb diverses etapes d'alta muntanya consecutives, Gimondi sols fou superat clarament en la 21a etapa, guanyada per Claudio Michelotto, finalment segon a la general i vencedor de la classificació de la muntanya. D'aquesta manera Gimondi guanyava el seu segon Giro d'Itàlia.

## Equips participants
En aquesta edició del Giro hi van prendre part 13 equips formats per 10 ciclistes cadascun, per formar un pilot amb 130 corredors.
| Núm.  | Codi | Equip     |
| ----- | ---- | --------- |
| 1-10  | FAE  | Faema     |
| 11-20 | ELI  | Eliolona  |
| 21-30 | FER  | Ferretti  |
| 31-40 | FIL  | Filotex   |
| 41-50 | GBC  | G.B.C.    |
| 51-60 | GER  | Germanvox |
| 61-70 | GRI  | Gris 2000 |

| Núm.    | Codi | Equip     |
| ------- | ---- | --------- |
| 71-80   | MAX  | Max Meyer |
| 81-90   | MOL  | Molteni   |
| 91-100  | SAG  | Sagit     |
| 101-110 | SAL  | Salvarani |
| 111-120 | SAN  | Sanson    |
| 121-130 | SCI  | Scic      |

## Etapes
| Etapa | Data       | Recorregut                            |                           | Km   | Vencedor d'etapa             | Líder de la general      |
| ----- | ---------- | ------------------------------------- | ------------------------- | ---- | ---------------------------- | ------------------------ |
| 1ª    | 16 de maig | Garda - Brèscia                       | Etapa plana               | 142  | Giancarlo Polidori (ITA)     | Giancarlo Polidori (ITA) |
| 2ª    | 17 de maig | Brèscia - Mirandola                   | Etapa plana               | 180  | Davide Boifava (ITA)         | Davide Boifava (ITA)     |
| 3ª    | 18 de maig | Mirandola - Montecatini Terme         | Etapa de mitja muntanya   | 188  | Eddy Merckx (BEL)            | Giancarlo Polidori (ITA) |
| 4ª    | 19 de maig | Montecatini Terme - Montecatini Terme | contrarellotge individual | 21   | Eddy Merckx (BEL)            | Giancarlo Polidori (ITA) |
| 5ª    | 20 de maig | Montecatini Terme - Follonica         | Etapa plana               | 194  | Albert Van Vlierberghe (BEL) | Giancarlo Polidori (ITA) |
| 6ª    | 21 de maig | Follonica - Viterbo                   | Etapa plana               | 198  | Franco Cortinovis (ITA)      | Giancarlo Polidori (ITA) |
| 7ª    | 22 de maig | Viterbo - Terracina                   | Etapa plana               | 206  | Eddy Merckx (BEL)            | Giancarlo Polidori (ITA) |
| 8ª    | 23 de maig | Terracina - Nàpols                    | Etapa plana               | 133  | Marino Basso (ITA)           | Giancarlo Polidori (ITA) |
| 9ª    | 24 de maig | Nàpols - Potenza                      | Etapa plana               | 173  | Michele Dancelli (ITA)       | Eddy Merckx (BEL)        |
| 10ª   | 25 de maig | Potenza - Campitello Matese           | Etapa de mitja muntanya   | 254  | Carlo Chiappano (ITA)        | Eddy Merckx (BEL)        |
| 11ª   | 26 de maig | Campobasso - Scanno                   | Etapa de mitja muntanya   | 165  | Franco Bitossi (ITA)         | Eddy Merckx (BEL)        |
| 12ª   | 27 de maig | Scanno - Silvi Marina                 | Etapa de mitja muntanya   | 180  | Ugo Colombo (ITA)            | Silvano Schiavon (ITA)   |
| 13ª   | 28 de maig | Silvi Marina - Senigallia             | Etapa plana               | 166  | Marino Basso (ITA)           | Silvano Schiavon (ITA)   |
| 14ª   | 29 de maig | Senigallia - San Marino (SMR)         | Etapa de mitja muntanya   | 185  | Franco Bitossi (ITA)         | Eddy Merckx (BEL)        |
| 15ª   | 30 de maig | Cesenatico - San Marino (SMR)         | contrarellotge individual | 49,3 | Eddy Merckx (BEL)            | Eddy Merckx (BEL)        |
|       | 31 de maig | dia de descans                        |                           |      |                              |                          |
| 16ª   | 1 de juny  | Parma - Savona                        | Etapa de mitja muntanya   | 234  | Roberto Ballini (ITA)        | Eddy Merckx (BEL)        |
| 17ª   | 2 de juny  | Celle Ligure - Pavia                  | Etapa plana               | 182  | Ole Ritter (DEN)             | Felice Gimondi (ITA)     |
| 18ª A | 3 de juny  | Pavia - Zingonia                      | Etapa plana               | 115  | Marino Basso (ITA)           | Felice Gimondi (ITA)     |
| 18ª B | 3 de juny  | Zingonia - San Pellegrino Terme       | Etapa de mitja muntanya   | 100  | Marino Basso (ITA)           | Felice Gimondi (ITA)     |
| 19ª   | 4 de juny  | San Pellegrino Terme - Folgaria       | Etapa de muntanya         | 248  | Italo Zilioli (ITA)          | Felice Gimondi (ITA)     |
| 20ª   | 5 de juny  | Trento - Marmolada                    | Etapa de muntanya         | 230  | suspesa pel mal temps        | Felice Gimondi (ITA)     |
| 21ª   | 6 de juny  | Rocca Pietore - Cavalese              | Etapa de muntanya         | 131  | Claudio Michelotto (ITA)     | Felice Gimondi (ITA)     |
| 22ª   | 7 de juny  | Cavalese - Folgarida                  | Etapa de muntanya         | 150  | Vittorio Adorni (ITA)        | Felice Gimondi (ITA)     |
| 23ª   | 8 de juny  | Folgarida - Milà                      | Etapa plana               | 257  | Attilio Benfatto (ITA)       | Felice Gimondi (ITA)     |

## Classificacions finals

### Classificació general
| Classificació General | Classificació General    | Classificació General | Classificació General |
| Pos.                  | Ciclista                 | Equip                 | Temps                 |
| --------------------- | ------------------------ | --------------------- | --------------------- |
| 1                     | Felice Gimondi (ITA)     | Salvarani             | 106h 47' 03"          |
| 2                     | Claudio Michelotto (ITA) | Max Meyer             | + 3' 35"              |
| 3                     | Italo Zilioli (ITA)      | Filotex               | + 4' 48"              |
| 4                     | Silvano Schiavon (ITA)   | Sanson                | + 7' 01"              |
| 5                     | Ugo Colombo (ITA)        | Filotex               | + 11' 54"             |
| 6                     | Michele Dancelli (ITA)   | Molteni               | + 14' 05"             |
| 7                     | Aldo Moser (ITA)         | G.B.C.                | + 20' 05"             |
| 8                     | Primo Mori (ITA)         | Max Meyer             | + 20' 25"             |
| 9                     | Rudi Altig (GER)         | Salvarani             | + 23' 45"             |
| 10                    | Franco Bitossi (ITA)     | Filotex               | + 31' 36"             |

|   | Ciclista                 | Equip     | Punts |
| - | ------------------------ | --------- | ----- |
| 1 | Claudio Michelotto (ITA) | Max Meyer | 330   |
| 2 | Italo Zilioli (ITA)      | Filotex   | 250   |
| 3 | Felice Gimondi (ITA)     | Salvarani | 230   |

|   | Ciclista               | Equip   | Punts |
| - | ---------------------- | ------- | ----- |
| 1 | Franco Bitossi (ITA)   | Filotex | 182   |
| 2 | Marino Basso (ITA)     | Molteni | 166   |
| 3 | Michele Dancelli (ITA) | Molteni | 129   |